# Moe Tati Ier
Moe Taty Ier, né vers 1933 à Nlongu-Bondi et mort le 11 juillet 2007 à Rouen en France, est un monarque du royaume de Loango.
Portant le titre de Moe Mayilou , il est né vers 1933 à Nlongo Bondi dans le district de Madingo-Kayes. Il fut intronisé à Diosso, la capitale du royaume, le 4 novembre 2000. Il mourut le 11 juillet 2007, après une longue maladie, laissant deux veuves et 14 enfants.

## Biographie

### Election du monarque
Moe Taty Ier, ancien militaire dans l'armée française avant l'indépendance de la république du Congo, a été élu, parmi une dizaine de prétendants, le 29 août 1996 par les notables, les chefs de clans et les membres de la famille royale convoqués en assemblée générale à Diosso.  En vertu de la loi coutumière du royaume prévoyant que la succession du roi ne peut être attribuée qu'à l'un de ses neveux (fils issus de la sœur du roi), il succédait ainsi à son oncle, Moe Poaty III mort le 3 mai 1975.
Pendant quatre ans, son investiture n'a pas été possible à cause de querelles de succession . En effet, malgré la tradition, un des fils du souverain décédé s'était en effet auto-proclamé roi et avait même commencé à régner, sans avoir été intronisé.
En 1999, le préfet du département du Kouilou, où se situe Diosso, Alexandre Honoré Paka, est parvenu à mettre fin à la guerre de succession.
Avant d'être intronisé, Moe Tati 1er a subi de nombreux rites initiatiques. Il a été d'abord confiné dans le petit village de Sitou Nkola, puis transféré à Bilala, non loin de Diosso, isolé pendant six mois pour subir des "sacrifices traditionnels".
Accueilli par des chants, le 4 novembre, Moe Tati 1er a été conduit à Diosso sur une chaise à porteur (tipoye)  entouré des membres de la cour et de sa garde.
Les cérémonies initiatiques ne sont cependant pas terminées pour le nouveau monarque. Il doit subir, pendant sept ans, les épreuves consécutives aux "pratiques magico-religieuses" imposées par les chefs de clans.
Le roi n'est élevé à la dignité de "Ma Loango", détenteur à la fois du pouvoir temporel et de la puissance spirituelle que s'il sort victorieux de ces épreuves. Sur les dix derniers souverains du Loango, seuls trois ont franchi avec succès ces épreuves.
Moe Taty Ier ne put aller au terme des sept ans et ne put habiter de son couronnement jusqu'à sa mort dans sa résidence royale. Ce fut l'un de ses grands regrets.
Il est inhumé dans le cimetière royal de Tchibang Bang.